# Tan-tung
Tan-tung (čínsky 丹东, pchin-jinem Dāndōng) je městská prefektura v Čínské lidové republice, kde patří k provincii Liao-ning. Celá prefektura má rozlohu 14 782 čtverečních kilometrů a v roce 2004 v ní žilo více než dva miliony obyvatel.

## Poloha
Tan-tung leží na jihovýchodě provincie Liao-ning v severovýchodní Číně. Na východě hraničí se Severní Koreou, přičemž hranici tvoří řeka Ja-lu, která se na jihu vlévá do Korejské zátoky. Naproti přes řeku od Tan-tungu leží severokorejské město Sinŭidžu patřící do provincie Severní Pchjongan, s kterým je Tan-tung spojen mostem Čínsko-korejského přátelství.

## Administrativní členění
Městská prefektura Tan-tung se člení na šest celků okresní úrovně, a sice tři městské obvody, dva městské okresy a jeden autonomní okres.
| 1 2 Čen-an autonomní okres · Kchuan-tien městský okres · Tung-kang městský okres · Feng-čcheng 1.Jüan-pao 2. Čen-sing |                |                       |                    |                                  |
| Název | Název          | Počet obyvatel (2020) | Rozloha km² (2020) | Hustota zalidnění (obyv. na km²) |
| český přepis | znaky          | Počet obyvatel (2020) | Rozloha km² (2020) | Hustota zalidnění (obyv. na km²) |
| Městské obvody |                |                       |                    |                                  |
| Jüan-pao | 元宝区         | 202 325               | 91                 | 2 225                            |
| Čen-sing | 振兴区         | 423 538               | 253                | 1 677                            |
| Čen-an | 振安区         | 189 995               | 652                | 291                              |
| Městské okresy |                |                       |                    |                                  |
| Tung-kang | 东港市         | 568 566               | 2 137              | 266                              |
| Feng-čcheng | 凤城市         | 469 376               | 5 512              | 85                               |
| Autonomní okres |                |                       |                    |                                  |
| Kchuan-tien (mandžuský)                                                                                               | 宽甸满族自治县 | 334 636               | 6 137              | 55                               |
| |                |                       |                    |                                  |
| Celkem | Celkem         | 2 188 436             | 14 782             | 148                              |

## Partnerská města
- Astrachaň, Rusko (14. červenec 1993)

- Doncaster, Spojené království (1. říjen 1991)

- Tokušima, Japonsko (1. říjen 1991)
- Uidžongbu, Jižní Korea (27. listopad 1997)
- Wilmington, Severní Karolína, Spojené státy americké (16. duben 1987)